# Gnathophylleptum
Gnathophylleptum is een geslacht van kreeftachtigen uit de klasse van de Malacostraca (hogere kreeftachtigen).

## Soort
- Gnathophylleptum tellei d'Udekem d'Acoz, 2001